# Lewoleba Tengah
Lewoleba Tengah is een bestuurslaag in het regentschap Lembata van de provincie Oost-Nusa Tenggara, Indonesië. Lewoleba Tengah telt 4519 inwoners (volkstelling 2010).